# Saint-Martin de l'Albère
Saint-Martin de l'Albère es un pueblo de la comuna vallespirenca de L'Albère, Francia.
Está a 631 metros de altitud, en la vertiente norte del Puig de Llobregat.
Aparte de varias masías, como el Casot de l'Amorer, el Mas Bosquet, el Mas Cornut (los dos últimos ahora en ruinas), el Mas d'en Costa, el Mas d'en Grau, el Mas Jepet (antes Peirotes), el Mas Julià, el Mas Llarguet, Cal Menut, el Casot del Mas Noguer, el Mas Noguer, el Mas d'en Serra, el Mas d'en Resta, el Mas de Vilanova y el Molí (ahora en ruinas, como alguno  de las masías antes mencionadas), Saint-Martin de l'Albère cuenta con un antiguo vecindario, ahora reducido prácticamente a una sola masía, llamado precisamente el Veïnat (antes Mas d'en Terrers).
Aparece ya documentado en 844, cuando se menciona la cella Sancti Martini in Monte Furcato (Sant Martí de Montforcat), que era una dependencia del monasterio de Saint-Hilaire de Carcasona, en el Languedoc. Al suroeste del Puig del Llobregat está el Coll Forcat y el Puig dels Pinyers (Puig Forcat o Mont Forcat), que habría dado nombre a aquella celda monástica.
La iglesia románica de San Martín, del XII, era de propiedad privada en 1985.